# Одесская армейская группа
Одесская армейская группа (ОдАГ) — временное воинское объединение Советских Вооружённых Сил, существовавшее с 26 июля 1938 года по 12 октября 1939 года. Группа была сформирована на базе управления 6-го стрелкового корпуса в городе Одесса по решению Главного Военного Совета Красной Армии.

## 1-е формирование
26 июля 1938 года Главный Военный совет Красной Армии принял постановление преобразовать Киевский военный округ в Киевский Особый военный округ (далее КОВО), а в округе создать армейские группы (прообразы армий).
26 июля 1938 года управление армейской группы было сформировано на базе управления 6-го стрелкового корпуса в г.Одесса. Одесская армейская группа (далее ОдАГ) являлась объединением армейского типа, состоявшим из соединений и частей стрелковых, танковых войск и войск обеспечения, учреждений и заведений, дислоцированных на территории Одесской, Николаевской областей и Молдавской АССР. Формирование управления армейской группы должно было закончиться к 1 сентября.
6-й стрелковый корпус. Управление в г. Одесса. Из кадра, содержащегося по дополнительному штату № 4/870, при 6-м стрелковом корпусе нужно было развернуть к 1 октября текущего года в г. Одесса новое управление 6-го стрелкового корпуса по штату № 4/800 с дополнительным штатом № 4/870.
С 16 сентября по октябрь 1939 года войска армейской группы находилась в составе Украинского фронта, но участия в боевых действиях не принимала. В Действующей армии группа числилась 17-28 сентября. (См. также военный поход).
В сентябре 1939 года Одесская армейская группа переименована в 13-ю армию.
С образованием 12 октября 1939 года Одесского военного округа управление группы расформировано, а войска армейской группы вошли в состав округа.

## Полное название
Одесская армейская группа

## Подчинение
- Киевский Особый Военный округ (26.07.1938 — 17.09.1939)
- Украинский фронт (17-28.09.1939)
- Киевский Особый Военный округ (28.09-12.10.1939)

## Командование
- Парусинов, Филипп Алексеевич, командующий войсками группы, комдив (23 июля 1938 — октябрь 1939).
- Аверин, Михаил Дмитриевич, начальник политотдела, бригадный комиссар (02.08.1938).[1]

## Состав
На 26.07.1938:
- 6-й стрелковый корпус с управлением корпуса в г. Одесса, областной центр Одесской области УССР:,

- 15-я стрелковая дивизия с управлением дивизии в г. Николаев, областной центр Николаевской области УССР.
- 51-я стрелковая дивизия с управлением дивизии в г. Одесса, областной центр Одесской области УССР:

- Тираспольский укреплённый район со штабом в г. Тирасполь Молдавской АССР УССР.

- 95-я стрелковая дивизия с управлением дивизии в г. Котовск Молдавской АССР УССР:

- Рыбницкий укреплённый район со штабом в г. Рыбница Молдавской АССР УССР.

- Одесское артиллерийское училище

На 01.01.1939:
- 6-й стрелковый корпус:

- 15-я стрелковая дивизия
- 51-я стрелковая дивизия:

- с подчинением командиру 51-й стрелковой дивизии Тираспольский УР со службами района в г. Тирасполь (с 15.08.39).

- 95-я стрелковая дивизия:

- с подчинением командиру 95-й стрелковой дивизии Рыбницкий УР со службами района в г. Рыбница (с 15.08.39).

- Одесское артиллерийское училище

На 17.09.1939:
- 6-й стрелковый корпус:

- 15-я стрелковая дивизия.
- 51-я стрелковая дивизия:

- Тираспольский Укреплённый Район.

- 95-я стрелковая дивизия:

- Рыбницкий Укреплённый Район

- Одесское артиллерийское училище
- управление 35-го стрелкового корпуса

## Боевая деятельность группы

### 1938 год
26 июля началось формирование управления армейской группы на базе управления 6-го стрелкового корпуса в г.Одесса. Командующим войсками группы назначен комдив Ф. А. Парусинов.
2 августа начальнику политотдела ОдАГ М. Д. Аверину присвоено воинское звание бригадный комиссар, приказ № 00390/п.
15 августа приказом Народного комиссара обороны СССР № 009 УРы по р. Днестр были подчинены командирам 51-й и 99-й сд (д.б. 95-й), должности их комендантов и штабы упразднялись.
Формирование управления армейской группы закончилось к 1 сентября.
20 сентября 1938 года для оказания помощи Чехословакии войска трёх армейских групп округа по директиве народного комиссара обороны К. Е. Ворошилова приводились в боевую готовность и выводились к государственной границе СССР. Войска Одесской армейской группы в повышенную боевую готовность не приводились, а находились в постоянной боевой готовности.

### 1939 год
13 июля Комитет обороны при Совете Народных Комиссаров СССР утвердил постановление № 199сс о развёртывании стрелковых соединений.
С 1 августа по 1 декабря в укреплённых районах планировались следующие мероприятия:
- Рыбницкий укреплённый район:

1.Перевести три стрелковых полка 95-й сд на уровскую организацию.
2.Сохранить в составе района: Управление начальника инженеров, 65-й отдельный артдивизион, шесть отдельных взводов капонирной артиллерии, два дополнительных кадра к отдельным пулеметным батальонам, роту противохимической обороны, конный взвод, склад боеприпасов — 479 чел.
3.Обратить 57-й отдельный пулемётный батальон 4-х ротного состава на укомплектование пулемётных батальонов стрелковых полков 95-й сд.
4.Перевести 110-й отдельный пулемётный батальон, роту связи, сапёрный батальон в Шепетовский УР, с обращением на формирование УР.
- Тираспольский укреплённый район:

1.Перевести три стрелковых полка 51-й сд на уровскую организацию.
2.Сохранить в составе УРа: Управление начальника инженеров, 76-й артдивизион, девять отдельных взводов капонирной артиллерии, три кадра к отдельному пулеметному батальону, роту ПХО, два конных взвода и склад боеприпасов.
3.Сформировать два отдельных взвода капонирной артиллерии — 22 чел.
4.Обратить 64-й отдельный пулеметный батальон на укомплектование пулемётных батальонов стрелковых полков 51-й сд.
14 августа по Перечню организационных мероприятий в ОдАГ проводились:
- Из Рыбницкого УРа переводился 110-й отдельный пулемётный батальон, рота связи, сапёрный батальон в Шепетовский УР, для обращения на формирование УР; переводились три сп 95-й стрелковой дивизии на уровскую организацию.
- В Тираспольском УРе переводились три сп 51-й стрелковой дивизии на уровскую организацию.[6]

15 августа Нарком обороны СССР Маршал Советского Союза К. Е. Ворошилов издал
для Киевского Особого военного округа
директиву № 4/2/486011 о развёртывании стрелковых соединений.,
25 августа в округе началось формирование новых управлений стрелковых корпусов, перевод кадровых стрелковых дивизий на новый штат в 8900 человек и развёртывание дивизий в 6 000 человек, так называемых тройчаток.,
Управление 6-го ск сформировало управление 35-го ск.
51-я стрелковая дивизия занимала Тираспольский укрепрайон и не развёртывалась в новые дивизии. Управление дивизии в г. Тирасполь Молдавской АССР УССР.,
95-я стрелковая дивизия занимала Рыбницкий укрепрайон и не развёртывалась в новые дивизии. Управление дивизии в г. Котовск Молдавской АССР УССР., Командир дивизии комбриг Егоров Д. Г.
Управление дивизии в г. Николаев областном центре Николаевской области.,
15-я дивизия развернулась: в новую 15-ю сд, в 124-ю сд и 169-ю сд.
- 124-я стрелковая дивизия. Управление дивизии в г. Кировограде Николаевской области.,

- 169-я стрелковая дивизия. Управление дивизии в г. Одессе областном центре Одесской области.,

1 сентября началась германо-польская война.
17 сентября начался военный поход,,.
23 сентября жители Кировоградской и Николаевской областей тепло проводили своих земляков-воинов 124-й сд. Совершив марш, дивизия сосредоточилась в районе города Проскурова и вошла в состав 37-го стрелкового корпуса.
В сентябре Одесская армейская группа переименована в 13-ю армию.
В октябре комдив Ф. А. Парусинов назначен командующим войсками 12-й армии.
В октябре управление 6-го ск убыло в состав КиевОВО в г. Янов под г. Львовом.
12 октября образован Одесский военный округ. Войска армейской группы вошли в состав округа.